# Етногенезис
Етногенезис, или в ж.р. етногенеза (от гръцки: Ἔθνος, „народ“ и γένεσις, „произход“) се нарича процесът на постепенно формиране на дадена народностна група или нация въз основа смесването на различните етнически компоненти, които участват в генофонда им.
Етногенезисът е предмет на изучаване от етнологията и етнографията.